# درنگ فصلی
درنگ فصلی (به انگلیسی: Seasonal lag)، پدیده‌ای است که به موجب آن تاریخ حداکثر میانگین دمای هوا در یک مکان جغرافیایی روی یک سیاره تا مدتی پس از تاریخ حداکثر تابش (یعنی انقلاب تابستانی) به تعویق می‌افتد. این همچنین دربارهٔ حداقل دمایی که تا مدتی پس از تاریخ حداقل تابش به تعویق می‌افتد نیز صدق می‌کند.

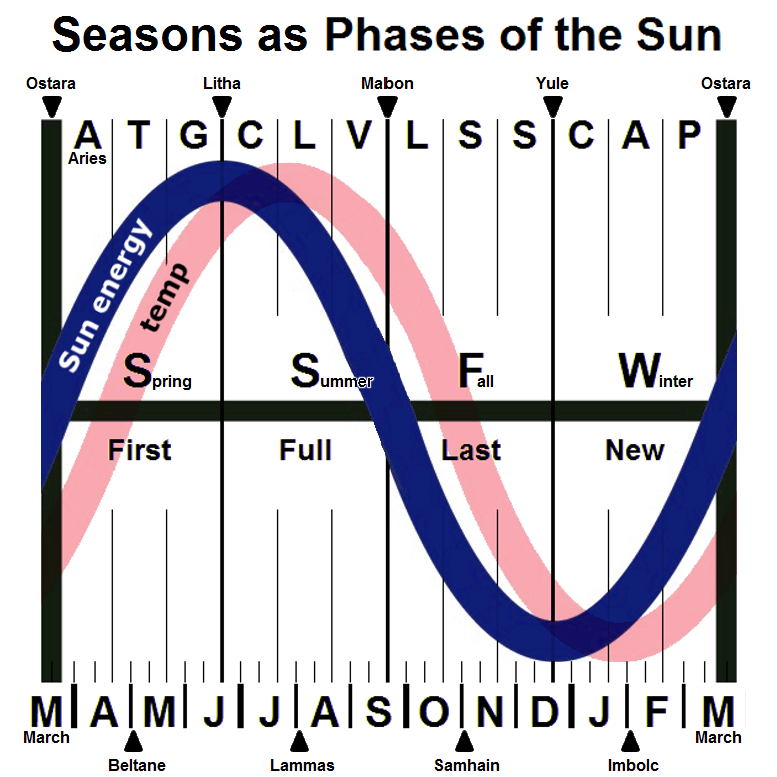
مقدار انرژی خورشیدی که به مکانی روی زمین می‌رسد (" تابش خورشیدی " که با رنگ آبی نشان داده شده‌است) در طول فصل‌ها متفاوت است. از آنجایی که گرم شدن یا خنک شدن دریاها و خشکی‌ها زمان می‌برد، دمای سطح تقریباً یک ماه در چرخه اولیه تأخیر ایجاد می‌کند، اگرچه این از مکانی به مکان دیگر متفاوت است و این تأخیر لزوماً بین تابستان و زمستان متقارن نیست. این نمودار از برچسب‌گذاری نئوپاگان استفاده می‌کند. واژهٔ لیتا برای انقلاب تابستانی، واژهٔ یول برای انقلاب زمستانی، واژهٔ اوستارا برای اعتدال بهاری و واژهٔ مابون برای اعتدال پاییزی است.